# Ostrów (rejon lachowicki)
Ostrów (biał. Востраў; ros. Остров) – agromiasteczko na Białorusi, w obwodzie brzeskim, w rejonie lachowickim, w sielsowiecie Ostrów.
Znajduje tu się parafialna cerkiew prawosławna pw. Świętych Piotra i Pawła, zbudowana w 1910 r. na miejscu cerkwi unickiej z 1773, przejętej przez prawosławnych w czasach zaborów.

## Historia

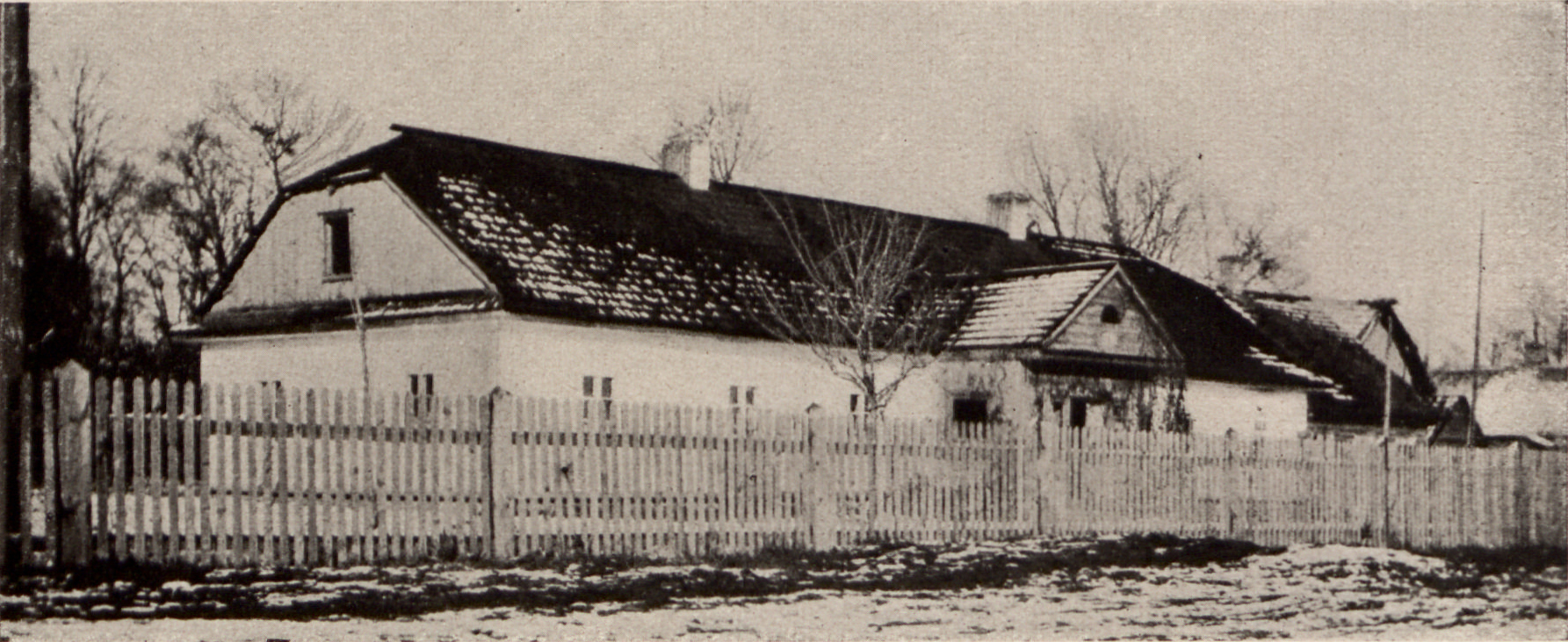
Dwór Potockich w 1915 roku

Dawniej małe miasteczko i majątek ziemski. Dobra ostrowskie należały do jezuitów, a po kasacie zakonu przeszły na własność funduszu komisji edukacyjnej. W 1781 otrzymał je podkomorzy mozyrski Konstanty Ludwik Jeleński.
W dwudziestoleciu międzywojennym leżał w Polsce, w województwie nowogródzkim, w powiecie baranowickim, w gminie Ostrów, której był siedzibą. W 1921 wieś liczyła 952 mieszkańców, zamieszkałych w 155 budynkach, w tym 930 Białorusinów, 14 Polaków i 8 Żydów. 930 mieszkańców było wyznania prawosławnego, 14 rzymskokatolickiego i 8 mojżeszowego. Folwark liczył zaś 95 mieszkańców, zamieszkałych w 6 budynkach, w tym 76 Białorusinów i 19 Polaków. 75 mieszkańców było wyznania prawosławnego i 20 rzymskokatolickiego.
Po II wojnie światowej w granicach Związku Sowieckiego. Od 1991 w niepodległej Białorusi.